# Nikolaj iz Damaska
Nikolaj iz Damaska (tudi Damaskij, gr: Νικόλαος Δαμασκηνός, Nikolāos Damaskēnos; lat: Nicolaus Damascenus) je bil starogrški zgodovinar in filozof, ki je živel v Oktavijanovem obdobju Rimskega imperija. Njegovo ime je izpeljano iz njegovega rojstnega kraja, Damaska.

## Življenje
Rodil se je okoli leta 64 pr. n. št. Leto njegove smrti je neznano. Najverjetneje je umrl v prvi četrtini 1. stol. v Rimu. Njegov oče Antipater je bil spoštovan visok uradnik. Od očeta je ‘’podedoval’’ ugled in bogastvo in ni bil primoran služiti pri kateremkoli princu. Nikolaj je poučeval Heroda Velikega v retoriki, filozofiji in zgodovini in ga tudi preživel. Učil je tudi otroke Marka Antonija in Kleopatre. Čeprav je danes nepoznan, je bil v času svojega življenja pomembna oseba, tako zaradi svoje dejavnosti v politiki kot tudi zaradi svojih literarnih in filozofskih del.

### Dela
Napisal je ogromno del, vendar so skoraj vsa izgubljena. Njegovo glavno delo je bila Univerzalna zgodovina, ki je obsegala 144 knjig/zvitkov, čeprav enciklopedija Suda omenja (zgolj) 80 knjig. Poleg teh je napisal še avtobiografijo, življenjepis cesarja Avgusta, življenjepis Heroda, nekaj filozofskih del in tragedije ter komedije. Tako tragedije in komedije, o katerih je zapisano v Sudi, kot tudi njegova filozofska dela, se niso ohranila. Ohranili so se predvsem odlomki njegovih zgodovinskih del, ki jih je v svojih delih uporabil judovski zgodovinar Jožef Flavij.

### Življenje Avgusta
Napisal je Življenje Avgusta, ki pa naj bi bil dokončan šele po smrti cesarja leta 14, ko je imel Nikolaj 78 let. Ohranila sta se še dva dolga spisa, prvi v zvezi z Oktavijanovo mladostjo, drugi pa v zvezi z atentatom na Julija Cezarja. Odlomki njegove Univerzalne zgodovine, avtobiografije in njegovega življenjepisa Avgusta so v glavnem ohranjeni v izvlečkih bizantinskega cesarja Konstantina VII. Porfirogeneta.

### Avtobiografija
V odlomku njegove avtobiografije je zapisano, da se je rodil okoli leta 64 pr. n. št., ko je Pompej zavzel Sirijo. Datum nastanka le-te je neznan. V njej je omenjeno, da se je želel upokojiti leta 4 pr. n. št., a ga je Herodot prepričal v skupno potovanje po Rimu.
Fragmenti, ki so se ohranili se nanašajo predvsem na zgodovino Judov.

### Kompendij o Aristotlu
Napisal je tudi komentarje na Aristotla, odlomek le-teh je prisoten v sirskem rokopisu, najdenem leta 1901 v Cambridgeu. Rokopis pa je drugače v večini delo Dioniza Bar Saliba.

### O rastlinah
Arabski prevod njegovega dela De Plantis, ki je bil nekoč pripisan Aristotlu je bil odkrit leta 1923 v Carigradu. Obstaja tudi v sirskem rokopisu, hranjenem v Cambridgeu.